# Hämeenjärvi (sjö i Kajanaland)
Hämeenjärvi är en sjö i Finland. Den ligger i kommunen Kuhmo i landskapet Kajanaland, i den östra delen av landet, 500 km nordost om huvudstaden Helsingfors. Hämeenjärvi ligger 200 meter över havet. Arean är 43,9 hektar och strandlinjen är 3,57 kilometer lång. Sjön  ingår i Uleälvens huvudavrinningsområde.   Den ligger vid sjön Valtasenjärvi.